# Can't Get Enuff
Can't Get Enuff è una canzone del gruppo musicale statunitense Winger, estratta come primo singolo dal loro secondo album In the Heart of the Young nel giugno del 1990.
Scritta dal cantante Kip Winger e dal chitarrista Reb Beach, venne immessa nel circuito radiofonico pochi giorni prima dell'uscita dell'album. Grazie a un videoclip ripetutamente mandato in onda su MTV, divenne il brano di maggior successo del gruppo presso le radio rock americane, arrivando fino al sesto posto della Mainstream Rock Songs. È stato anche un discreto successo nella principale classifica dei singoli, la Billboard Hot 100, in cui ha raggiunto la posizione numero 42 nel settembre del 1991.
Secondo quanto riportato da Kip Winger, la canzone venne aggiunta al disco solo in un secondo momento, scritta in quanto la band riteneva che non ci fossero abbastanza pezzi rock nella scaletta finale. Allo stesso modo è nata inoltre Easy Come Easy Go.

## Tracce
7" Single  A|B Atlantic 7567-87884-7
1. Can't Get Enuff – 4:19
2. In The Day We'll Never See – 4:40

12" Single A7671T
1. Can't Get Enuff – 4:19
2. Loosen Up –3:28
3. Time To Surrender – 4:10

## Classifiche
| Classifica (1990)             | Posizione massima |
| ----------------------------- | ----------------- |
| Stati Uniti                   | 42                |
| Stati Uniti (mainstream rock) | 6                 |